# Пйотрув-Порембиська
Пйотрув-Порембиська (пол. Piotrów-Porębiska) — село в Польщі, у гміні Лаґув Келецького повіту Свентокшиського воєводства.